# Квір-анархізм

Розділений по діагоналі рожево-чорний прапор, схожий на іншу анархістську символіку, часто асоціюється з квір-анархізмом.

Квір-анархізм є напрямком анархістської думки, прихильники якої розглядають соціальну революцію як засіб квір звільнення і скасування ієрархій, таких як гомофобія, лесбофобія, трансмізогінія, біфобія, трансфобія, гетеронормативність, патріархат, і гендерний бінаризм. Серед людей, які агітували за права ЛГБТ як за межами, так і всередині анархістських і ЛГБТ- рухів, є Джон Генрі Маккей, Адольф Бранд і Даніель Герін . Анархо-індивідуаліст Адольф Бранд видавав Der Eigene з 1896 по 1932 рік у Берліні, перший тривалий журнал, присвячений проблемам геїв.

## Історія

### Рання історія

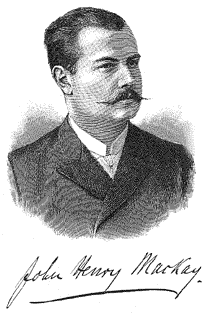
Джон Генрі Маккей, німецький анархо-індивідуаліст, прихильник прав ЛГБТ

Боротьба анархізму за індивідуальні свободи зумовила природний захист прав гомосексуалів зі сторони багатьох, як всередині, так і за межами анархістського руху. В «Das Kuriositäten-Kabinett» (1923), Еміль Сіття писав про гомосексуальність: «дуже багато анархістів мають цю тенденцію. Так я знайшов у Парижі угорського анархіста Александра Соммі, який на основі цієї ідеї заснував групу гомосексуальних анархістів». Його точку зору підтверджує Магнус Гіршфельд у його книзі 1914 року «Die Homosexualität des Mannes und des Weibes»: «У лавах відносно невеликої партії анархістів, мені здалося, ніби пропорційно більше гомосексуалів та фемінатів, ніж в інших». Італійський анархіст Луїджі Бертоні (якого Сіття також вважав гомосексуалом) зауважив: «Анархісти вимагають свободи у всьому, а отже, і в сексуальності. Гомосексуальність веде до здорового почуття егоїзму, до якого повинен прагнути кожен анархіст».
У своєму політичному есе «Душа людини за соціалізму» Оскар Уайльд палко виступає за егалітарне суспільство, де багатство ділиться всім суспільством, водночас попереджаючи про небезпеку авторитарного соціалізму, який знищить індивідуальність. Пізніше він розповість про свої політичні погляди: «Я думаю, що я більше, ніж соціаліст. Я послідовник певних ідей анархізму, я вірю в це». У серпні 1894 року Уайльд написав своєму коханому лорду Альфреду Дугласу, щоб розповісти про «небезпечну пригоду». Він вийшов у плавання з двома прекрасними хлопцями — Стівеном і Альфонсо — і їх застала буря. «Нам знадобилося п'ять годин у жахливий шторм, щоб повернутися! [А ми] не встигали дійти до пристані до одинадцятої години ночі, усю дорогу темрява, і страшне море. [. . . ] Усі рибалки чекали на нас». Втомлені, холодні та «промоклі до шкіри», троє чоловіків одразу «полетіли в готель по гарячий коньяк і воду», але виникла проблема, оскільки закон стояв на заваді: «Адже минула десята година. У неділю ввечері власник не міг продати нам ніякого бренді чи будь-яких спиртних напоїв! Тому він повинен був віддати його нам. Результат не порадував, а які ж закони!» . Уайльд закінчує розповідь: «І Альфонсо, і Стівен тепер анархісти, мені навряд чи потрібно говорити».

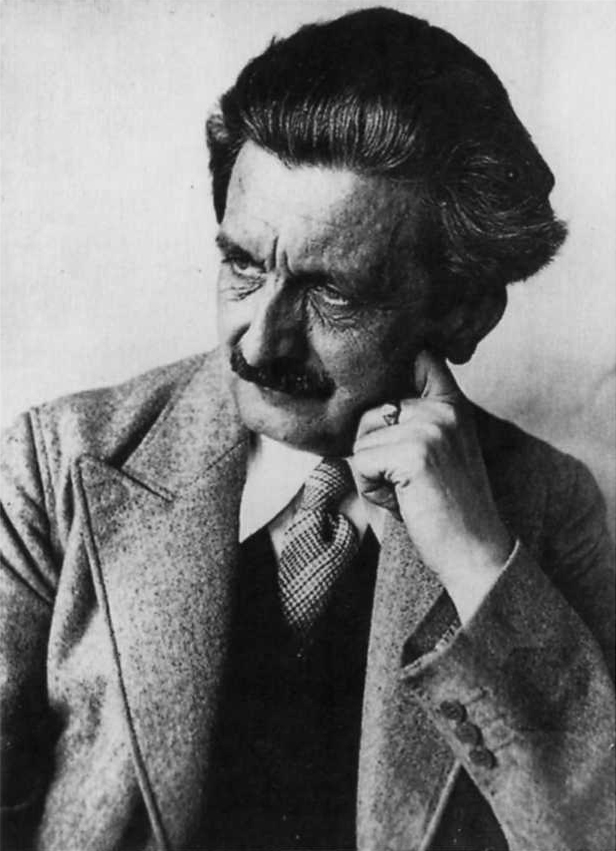
Адольф Бранд, ранній німецький анархіст, активіст за права чоловіків-гомосексуалів

Письменник та анархо-синдикаліст Ульріх Лінзе писав про «чітко окреслену фігуру берлінської анархо-індивідуаліської культурної сцени 1900-их років», "передчасного Йоганнеса Хольцмана " (відомого як Сенна Хой): «прихильник вільного кохання, [Хой] оспівував гомосексуальність як „чемпіон культури“ і брав участь у боротьбі проти параграфа 175». Молодий Хой (1882 р.н.) опублікував ці погляди у своєму щотижневому журналі Kampf (Боротьба) з 1904 року, який наступного року досяг тиражем 10 000 примірників. Він вирішив повністю присвятити себе письменництву та політичній діяльності, підтримуючи анархістську ідеологію. У 1904 році він видав буклет під назвою «Das dritte Geschlecht» («Третя стать»). У ньому він критикував гомофобію, поклавши більшу частину провини на релігію. Перш за все, текст мав бути просвітницьким й охоплювати еволюційну теорію, біологію та проблеми, з якими стикалися гомосексуали того часу. З 1904 по 1905 рік Хольцманн був редактором журналу Der Kampf: Zeitschrift für gesunden Menschenverstand (Боротьба: журнал здорового глузду). Хоча його не публікувало жодне конкретне видання, журнал поширював анархістські ідеї. Окрім вигаданих історій, Der Kampf публікує статті на різні теми, зокрема переважну кількість про гомосексуальність. Серед його авторів були Ельзе Ласкер-Шюлер, Пітер Гілле та Еріх Мюсам, і, у найкращому вигляді, він мав наклад до 10 000 примірників. У цей час Хольцманн написав статтю під назвою «Die Homosexualität als Kulturbewegung» («Гомосексуальність як культурний рух»). Він стверджував, що право на приватність передбачає, що "ніхто не має права втручатися в приватні справи іншого, втручатися в особисті погляди та орієнтації іншого, і що, зрештою, нікого не має цікавити, що двоє дорослих за вільною згодою роблять у своїх домівках. «. Він критикував параграф 175 кримінального кодексу Німеччини, який криміналізовував гомосексуальність.
Німецький психотерапевт-анархіст Отто Гросс теж багато писав про одностатеву сексуальність як у чоловіків, так і у жінок й виступав проти її дискримінації. Гетеросексуальний анархіст Роберт Райцель (1849—1898) позитивно писав про гомосексуальність з початку 1890-х років у своєму німецькомовному журналі Der arme Teufel (Детройт).
Джон Генрі Маккей був анархо-індивідуалістом, відомим в анархістському русі як важливий ранній послідовник і пропагандист філософії Макса Штірнера. Крім того, Маккей був одним із перших підписантів „Петиції до законодавчих органів Німецької імперії“ Магнуса Гіршфельда щодо „перегляду антигомосексуального параграфа 175 (його ім'я з'явилося в першому списку, опублікованому в 1899 році)“. Він також проявляв особливий інтерес до Оскара Уайльда і був обурений його ув'язненням за свою гомосексуальність. Однак Маккей вступив у конфлікт з Гіршфельдом і його правозахисною організацією Науково-гуманітарним комітетом.
Анархо-індивідуаліст Адольф Бранд спочатку був членом Науково-гуманітарного комітету Гіршфельда, але сформував групу, яка відкололася. Бранд і його колеги, відомі як Gemeinschaft дер Eigenen („Спільнота самовласників“), також в значній мірі під впливом творів Штірнера.

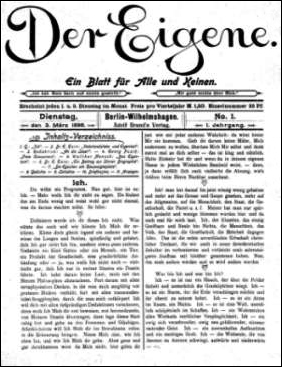
Der Eigene, штирнеристське видання- піонер гей-активістів

Вони виступали проти медичної характеристики гомосексуальності Гіршфельда та його послідовників як „проміжної статі“. Евальд Чек, інший гомосексуальний анархіст того часу, регулярно публікувався у журналі Адольфа Бранда Der Eigene і навіть написав у 1925 році, що Науково-гуманітарний комітет Гіршфельда становить небезпеку для німецького народу, карикатуючи Гіршфельда як „доктора Фельдгірша“. Хоча Маккей був ближчим у своїх поглядах до Бранда та його „Спільноти самовласників“ у деяких аспектах порівняно з Науково-гуманітарним комітетом Гіршфельда, однак він не погоджувався з антифемінізмом та майже мізогіністськими поглядами Бранда, підтримуючи свій „анархістський принцип рівної свободи для всіх“, який безперечно, стосувався як жінок, так і чоловіків».
Der Eigene був першим журналом для геїв у світі, який видавався з 1896 по 1932 рік Брандом у Берліні. Багато віршів і статей Бранд написав сам. Також до створення журналу долучилися Бенедикт Фрідлендер, Еверс, Мюзам, Курт Хіллер, Ернст Бурхард, Джон Генрі Маккей, Теодор Лессінг, Клаус Манн і Томас Манн, а також художники Вільгельм фон глод, Fidus і Саша Шнайдер. Після приходу до влади нацистів Бранд став жертвою переслідувань та репресій, тому він був змушений закрити свій журнал.
Відомо, що український військовий лідер анархістів Нестор Махно використовував маскування як частину своєї партизанської тактики. Його найчастіше маскування включало в собі нанесення макіяжу та одягання жіночого одягу, щоб махновці могли оглядати позиції ворога без виявлення.

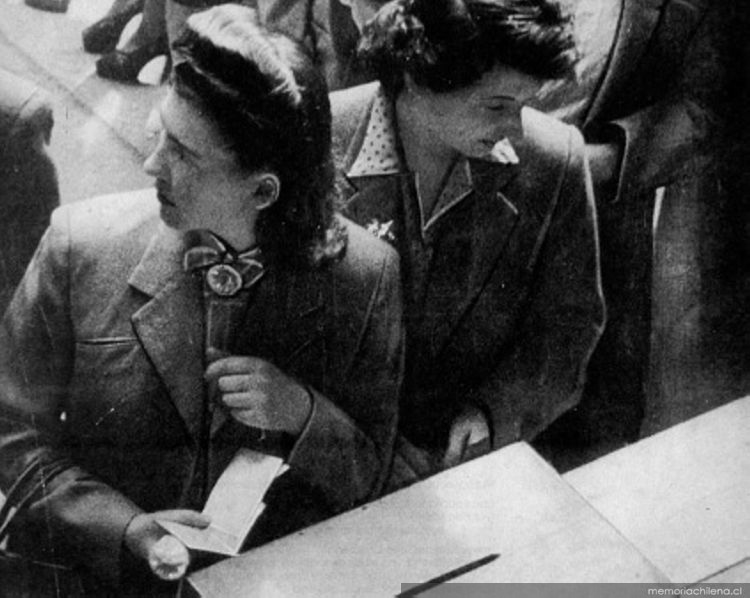
Mujeres Libres, квір-феміністична анархістська організація під час громадянської війни в Іспанії

Видатна американська анархістка Емма Голдман також була відвертим критиком упереджень щодо гомосексуалів. Її віра в те, що соціальне звільнення має поширюватися в тому числі й на геїв та лесбійок, була практично нечуваною в той час, навіть серед анархістів. Як писав Магнус Гіршфельд, «вона була першою і єдиною жінкою, справді першою і єдиною американкою, яка взялася за захист одностатевого кохання перед широким загалом». У численних промовах і листах вона захищала право геїв та лесбійок любити, як їм заманеться, і засуджувала страх і стигму, пов'язані з одностатевою сексуальністю. Як писала Голдман у своюму листі до Гіршфельда: «Я відчуваю, що це трагедія, що люди іншого сексуального типу потрапили у світ, який так мало розуміє гомосексуалів і настільки байдужий до різних градацій і варіацій статі та їх великого значення в житті».
Незважаючи на таку підтримку гомосексуалів серед анархістів, анархістський рух того часу, безумовно, не був позбавлений гомофобії, тому редакційна стаття у впливовому іспанському анархістському журналі з 1935 року стверджувала, що анархіст не повинен навіть спілкуватися з гомосексуалами, не кажучи вже про цю цитату з журналу: «Якщо ти анархіст, це означає, що ви морально більш розвинені та фізично сильніші, ніж звичайна людина. А той, хто любить інвертів, не є справжнім чоловіком, а тому не є справжнім анархістом».
Люсія Санчес Саорніль була головною засновницею іспанського анархо-феміністичного об'єднання Mujeres Libres та відкрито заявляла про те, що вона лесбійка. У молодому віці вона розпочала писати вірші і пов'язала себе з новим ультраїстським літературним рухом в Іспанії. До 1919 року вона публікувалася в різних журналах, включаючи Los Quijotes, Tableros, Plural, Manantial і La Gaceta Literaria. Працюючи під чоловічим псевдонімом, вона змогла розглядати у своїх працях лесбійські теми в той час, коли гомосексуальність була криміналізована та підлягала цензурі та покаранню. Незадоволена шовіністичними упередженнями республіканців, Люсія Санчес Саорніль об'єдналася з двома компаньйонами, Мерседес Комапосада та Ампаро Поч Ґаскон, щоб сформувати Mujeres Libres у 1936 році. Mujeres Libres була автономною анархістською організацією для жінок, що вела «подвійну боротьбу» за визволення жінок і соціальну революцію. Люсія та інші «вільні жінки» відкидали домінуючу того часу думку про те, що гендерна рівність виникне природним чином із безкласового суспільства . Коли розгорнулася громадянська війна в Іспанії, Mujeres Libres швидко зросла до 30 000 членів, організовуючи жіночі соціальні простори, школи, газети та програми дитячого садочка.

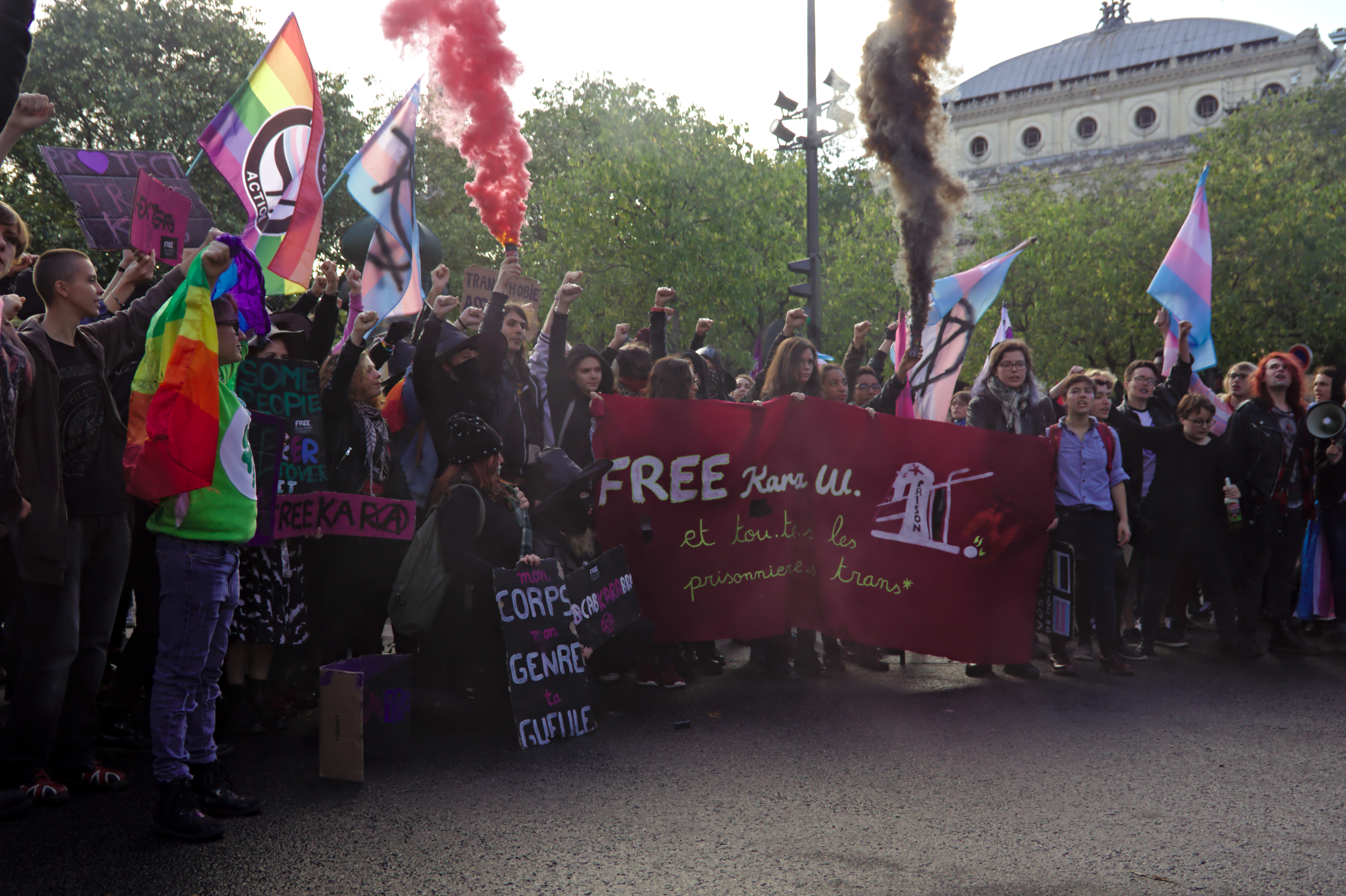
Existrans демонстрація, Париж, 2017

Твори французького бісексуала та анархіста Даніеля Герена описують ту напругу, яку часто відчувають сексуальні меншини серед лівих. Він був провідною фігурою французьких лівих сил з 1930-х років аж до своєї смерті в 1988 році. Після свого камінг-ауту в 1965 році він заявляв про крайню ворожість до гомосексуальності, яка пронизувала лівих протягом більшої частини 20 століття. «Не так багато років тому оголосити себе революціонером і визнати себе гомосексуалом було несумісним», — писав Герен у 1975 році
1954 року Герен отримав в свій адрес широку критику за його дослідження «Звітів Кінсі», в яких він також детально описав утиски гомосексуалів у Франції: «Найсуворіші [критики] були марксистами, які схильні серйозно недооцінювати форму пригнічення, якою є антисексуальний тероризм. Я, звичайно, цього очікував, і знав, що, видавши свою книгу, я ризикую бути критикованим з боку тих, до кого я відчуваю себе найближчим в політичній сфері» Після публічного оприлюднення в 1965 році Герен був змушений покинути лави лівих, а його статті про сексуальне звільнення зазнали цензури або відмови у публікації в лівих журналах.

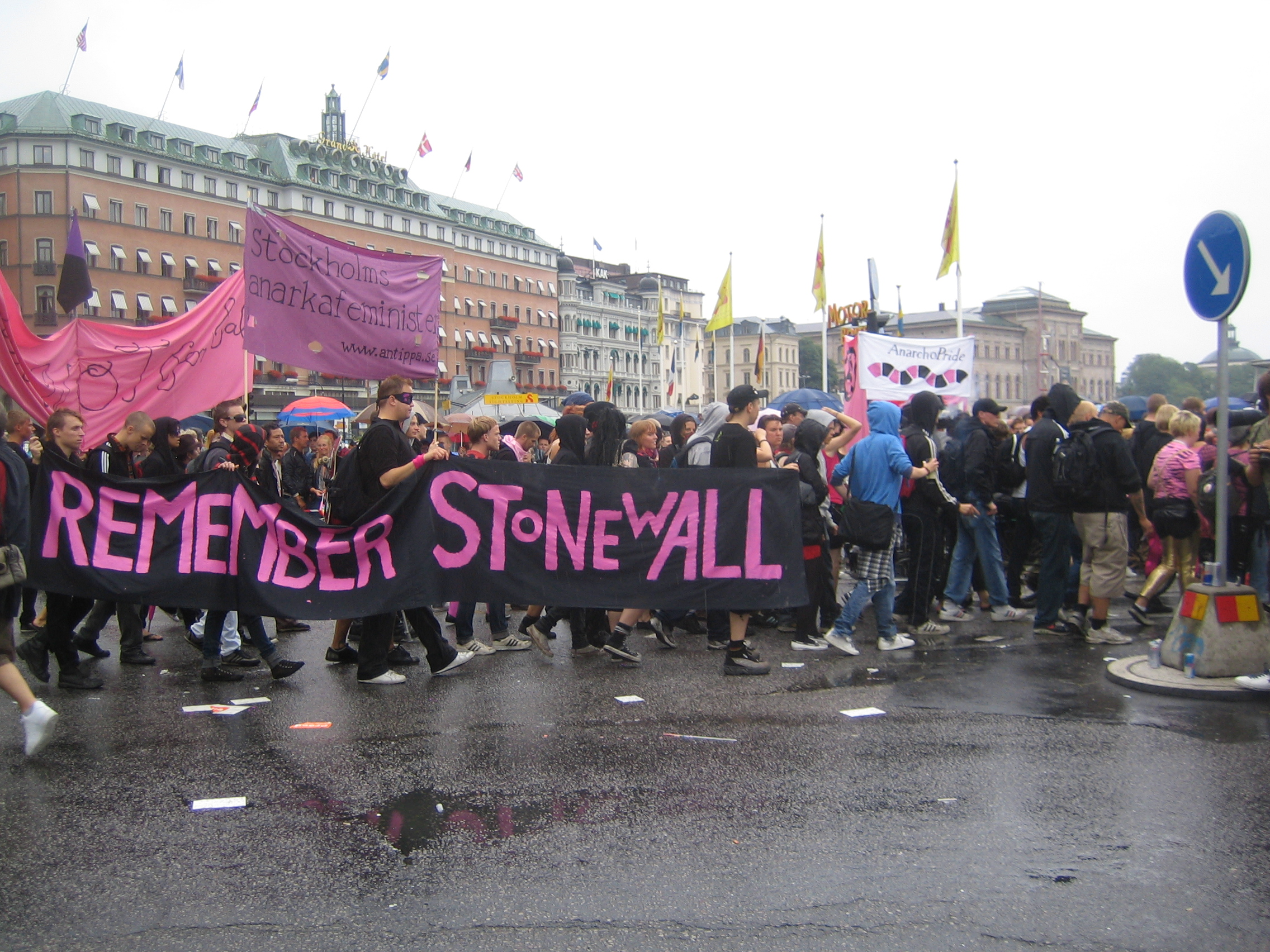
Квір-анархістський блок із банером "Пам'ятайте Стоунвол "

У Сполучених Штатах впливовий мислитель-анархіст Пол Гудман наприкінці своєї кар'єри зробив камінг-аут як бісексуал. Свобода, з якою він розкривав публічно у своїх творах про свої романтичні та сексуальні стосунки з чоловіками (зокрема, у пізньому есе "Being Queer «), виявилася одним із багатьох важливих культурних трамплінів для нового руху за визволення геїв початку 1970-х років.

### Новітня історія

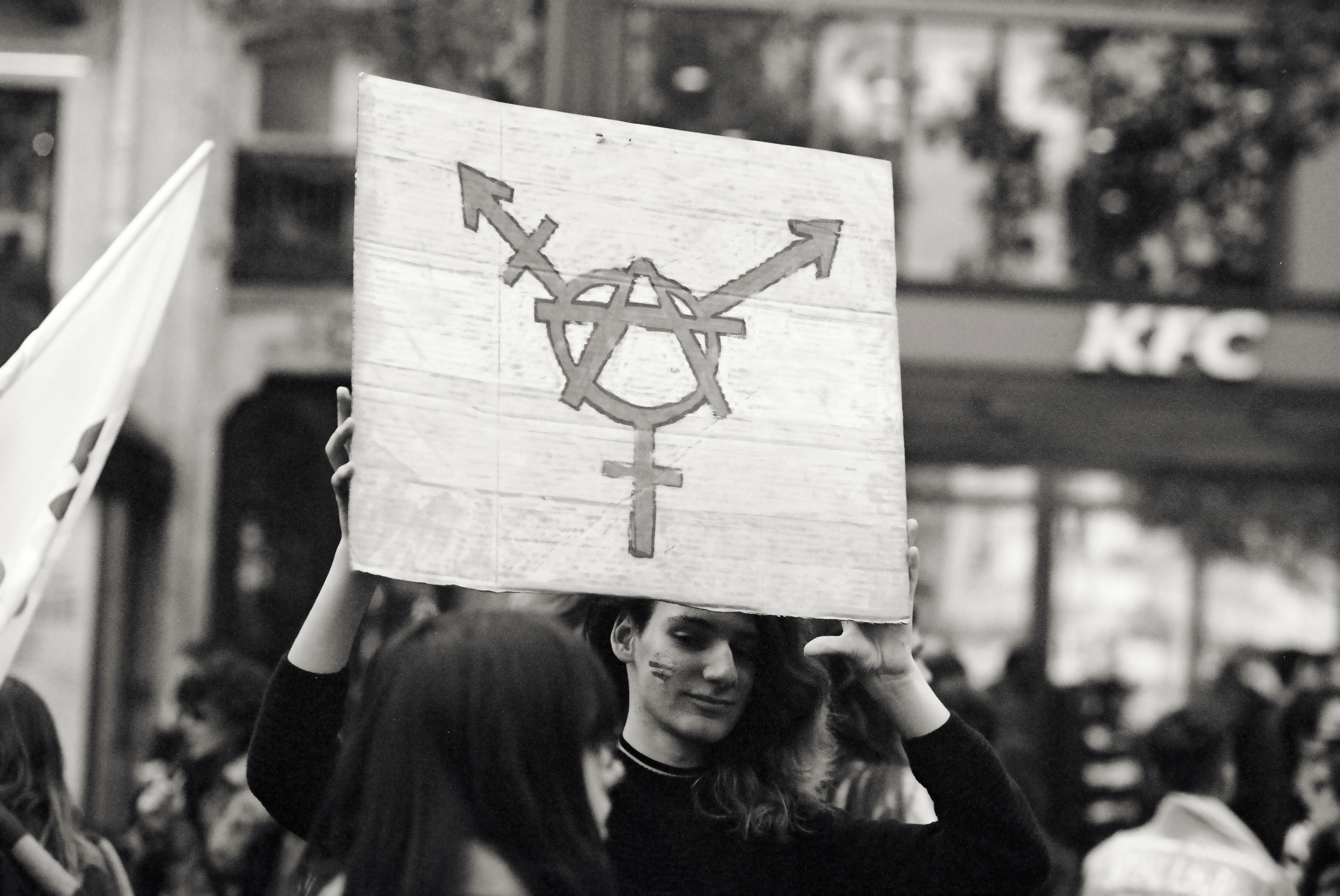
Анархістська та квір символіка

Ранній визвольний рух геїв поділяв багато теоретичних основ і філософських ідей з анархістськими рухами середини двадцятого століття. Приспівування типу „2-4-6-8, розбийте церкву, розбийте державу!“ („2-4-6-8, smash the church, smash the state!“) були популярними приблизно під час заворушень у Стоунволлі, задавши тон руху за права квір, поєднаного з анархістською ідеологією. Обидві кампанії спрямовані на відмову від гетеронормативності та від держави на користь особистої свободи та задоволення.
Анархізм та квір-теорія відкидають патерналістські державні структури, які залежать від капіталізму та нуклеарної сім'ї. Також обидві теорії сприяють формам самовизначення та переупорядкуванню суспільства. Приклад перетинання анархізму та квір-теорії можна знайти у тих, хто вступає в немоногамні стосунки, вони за своєю суттю анархічні, адже вони відкидають традиційні структури влади, які змушують будвати нуклеарну сім'ю. Ця концепція була придумана анархізмом відносин.
Квір-анархізм виник у другій половині 20-го століття серед анархістів, що є учасниками ЛГБТ-руху, які розглядали анархізм як шлях до гармонії між гетеросексуальними/цис-людьми та ЛГБТ. Квір-анархізм сягає корінням у квіркор, піджанр панк-року, який зображує гомосексуальність у позитивній коннотації. Як і більшість форм панк-року, квіркор приваблює велику кількість анархістів, тому багато анархістів почали створювати свої так звані квіркор-зіни, в яких почали поширювати квір-анархічні ідеї. Існує дві основні квір-анархічні групи: Queer Mutiny, британська група з відділеннями в більшості великих міст; і Bash Back!, американська мережа квір-анархістів. Queer Fist з'явився в Нью-Йорку і називає себе „антиасиміляційною, антикапіталістичною, антиавторитарною групою вуличних акцій, яка створена, щоб забезпечити пряму дію та радикальний квір й транс-ідентифікований голос на протестах щодо Національного з'їзду Республіканської партії (RNC)“.

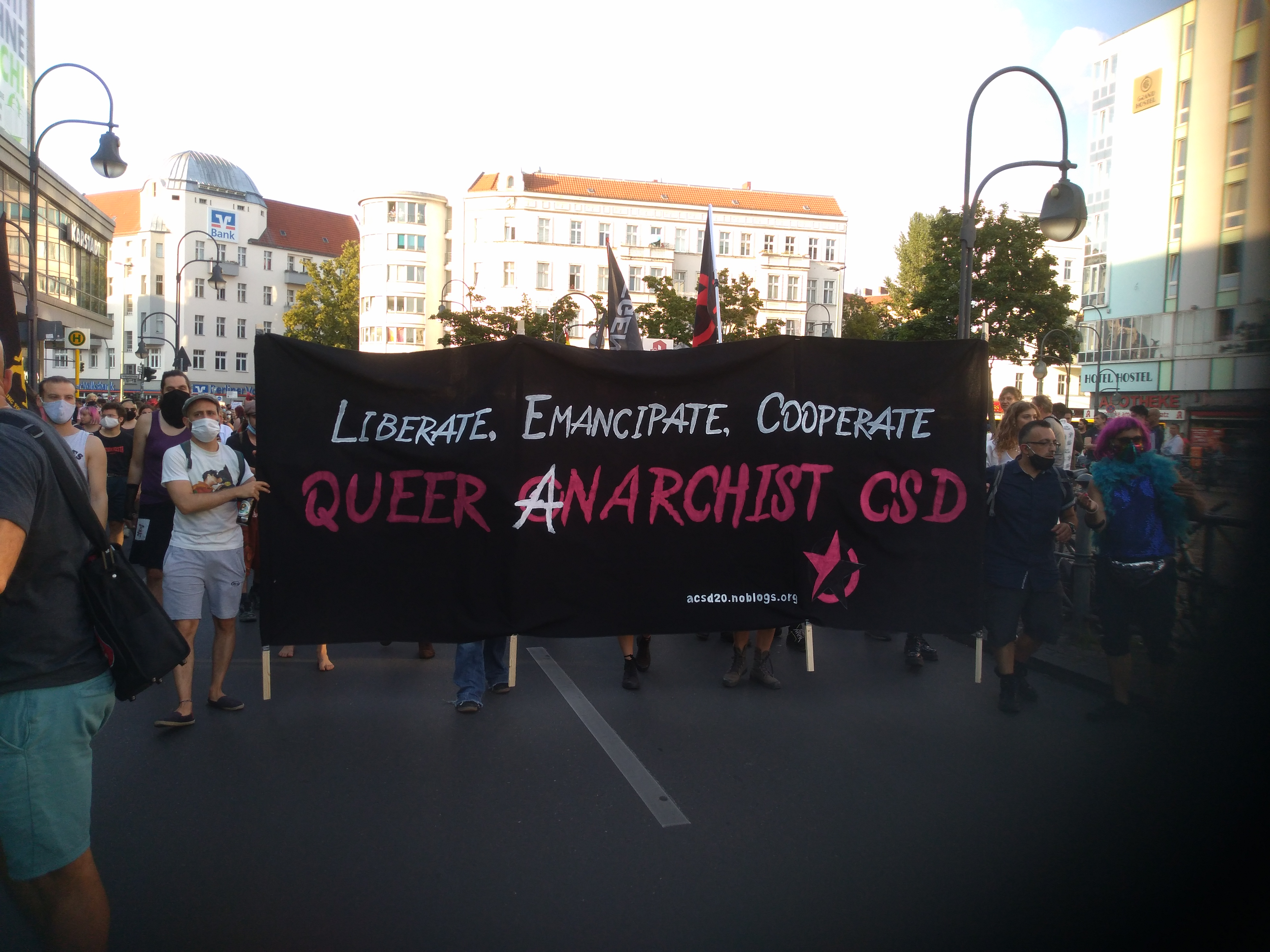
Квір анархістський банер на параді Крістофер-стріт, Берлін, 2020

Анархо-феміністичні колективи, такі як іспанський сквот Ескалера Каракола та болівійський Мухерес Креандо, надають велике значення проблемам лесбійок та бісексуальних жінок, які працюють на принципах робітничого самоврядування та організовують діяльність, побудовану на концепції прямої дії. The Fag Army — це ліва група квір-анархістів у Швеції, яка розпочала свою першу акцію 18 серпня 2014 року, коли учасники організації кинули пиріг в лице міністра охорони здоров'я та соціальних справ, лідера християнських демократів Йорана Хегглунда.

### Активізм

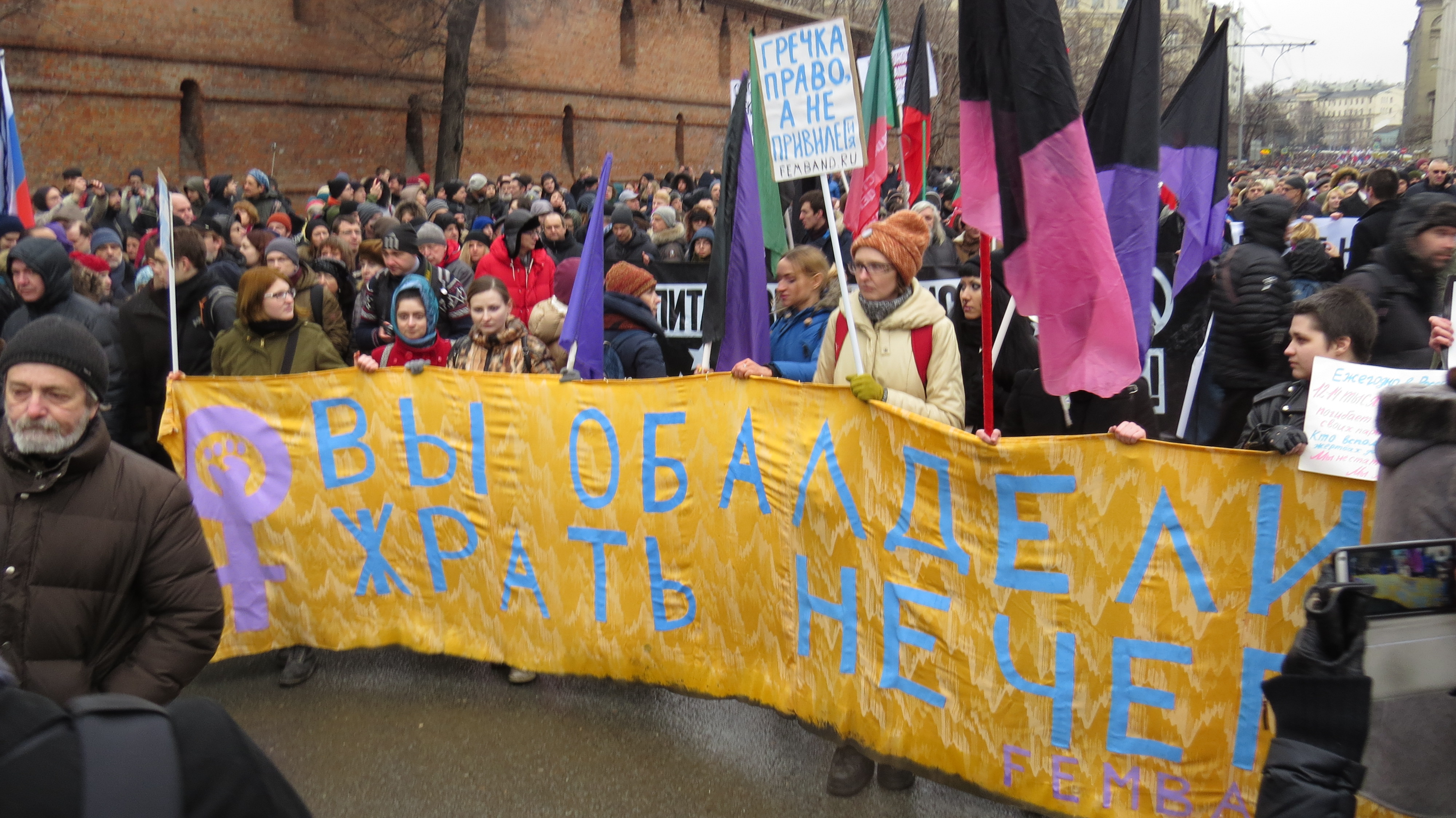
Прапори квір-анархістів та анархо-феміністів на антикорупційному мітингу, Москва, 2015 р.

Квір-анархісти були активні в протестах і активізмі, використовуючи пряму дію проти того, що розглядається як гомонормативний консюмерізм та рожевий капіталізм. Квір-анархісти створили сквоти та автономні зони, а також міські спільноти для квір- та ЛГБТ-спільноти. Сільські громади часто покладаються на соціальні мережі для розвитку анархістських рухів і федерацій, оскільки ці громади географічно ізольовані від міських центрів. Соціальні мережі сприяють передаванню знань, які надають альтернативні ідеали людям у сільській місцевості, які раніше були доступні лише міським жителям.
Багато квір-анархістів підтримують ідеї анархо-індивідуалізму, сформовані під впливом таких філософів як Макс Штірнер. Такі організації, як ACT-Up, є антирасистською та антифашистською панк-організацією, яка підтримує квір-анархістізм, учасники якої підтримують квір-радикалів і пряму дію. Пізніше під час протестів СОТ квір-анархісти відіграли життєво важливу роль в організації масових протестів, ці протести призвели до вибуху антиглобалістського руху.

## У масовій культурі

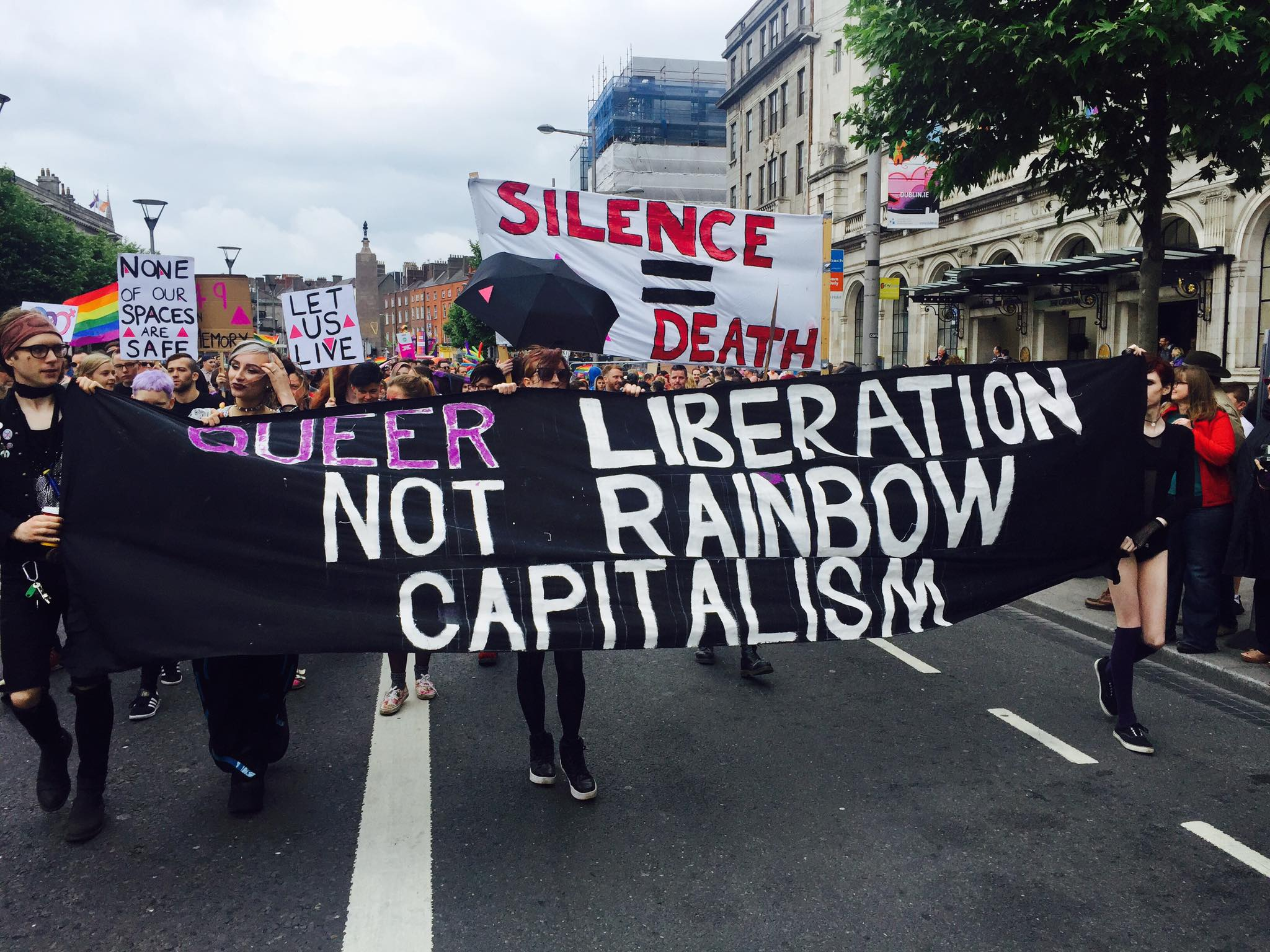
Квір-блок протестує проти райдужного капіталізму під час Dublin Pride 2016

„Будь геєм, роби злочин“ („Be gay, do crime“) — популярне гасло, що використовується на сучасних гей-парадах, протестах, пов'язаних з ЛГБТ і графіті . У 2018 році його популяризував у Твіттері мем, створений Іо Аскаріумом з колективу ABO Comix, який продає комікси, створені іншими здібними в'язнями, що відносяться до ЛГБТК+. Аскаріум описує цю фразу як „ один з загального багажу антиасиміляційних квір-гасел“. Як і „ACAB“ або „Stonewall was a Riot“, гасло „Be gay, do crime“ було витягнуте із хаотичного потоку, ніде не виник і нікому не належить», хоча Google Trends припускає, що інтерес існує щонайменше з 2011 року «Меміфікація» гасла «будь геєм, роби злочин» є прикладом розширення доступу до інформації про анархістські школи політичної думки думки.

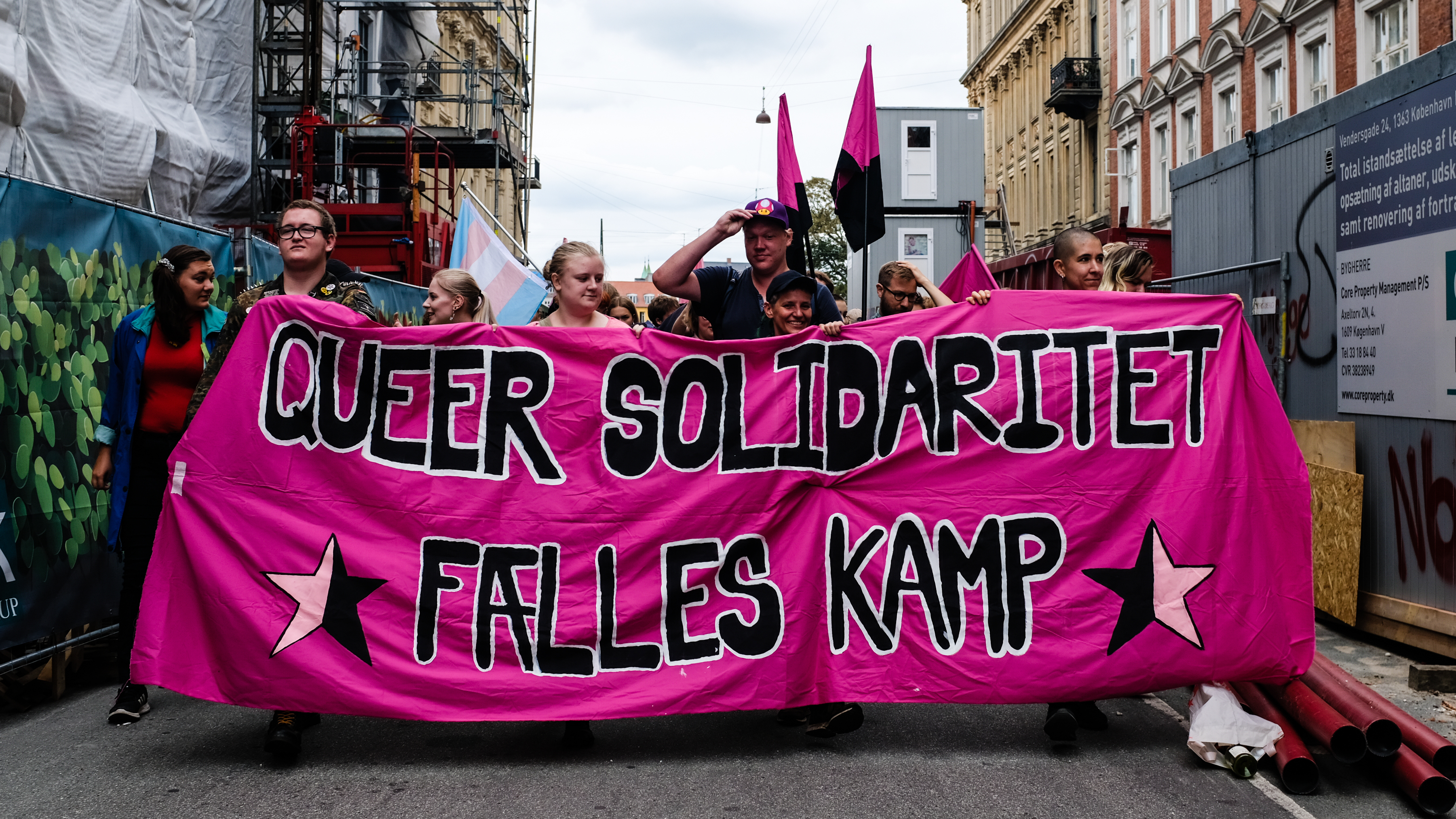
Квір-анархісти в Данії з банером "Квір-солідарність "

Гасло «Будь геєм, роби злочин» — це антикапіталістичний та антиавторитарний девіз, який передбачає, що злочинність і некультурність можуть бути необхідні, щоб отримати рівні права квір-особам, враховуючи криміналізацію гомосексуальності в усьому світі, а також, що Стоунволлське повстання було бунтом. В анархістському просторі банда Мері Нардіні переглянули свій маніфест Toward the Queerest Insurrection у книзі під назвою Be Gay Do Crime в якій вони проголошують «дійсність і безперервність культури та історії переживання позазаконності і відсутності громадянства». Марк Бішке, куратор Музею історії GLBT, стверджував, що гасло покликане протистояти «полірованому корпоративному наративу гордості».

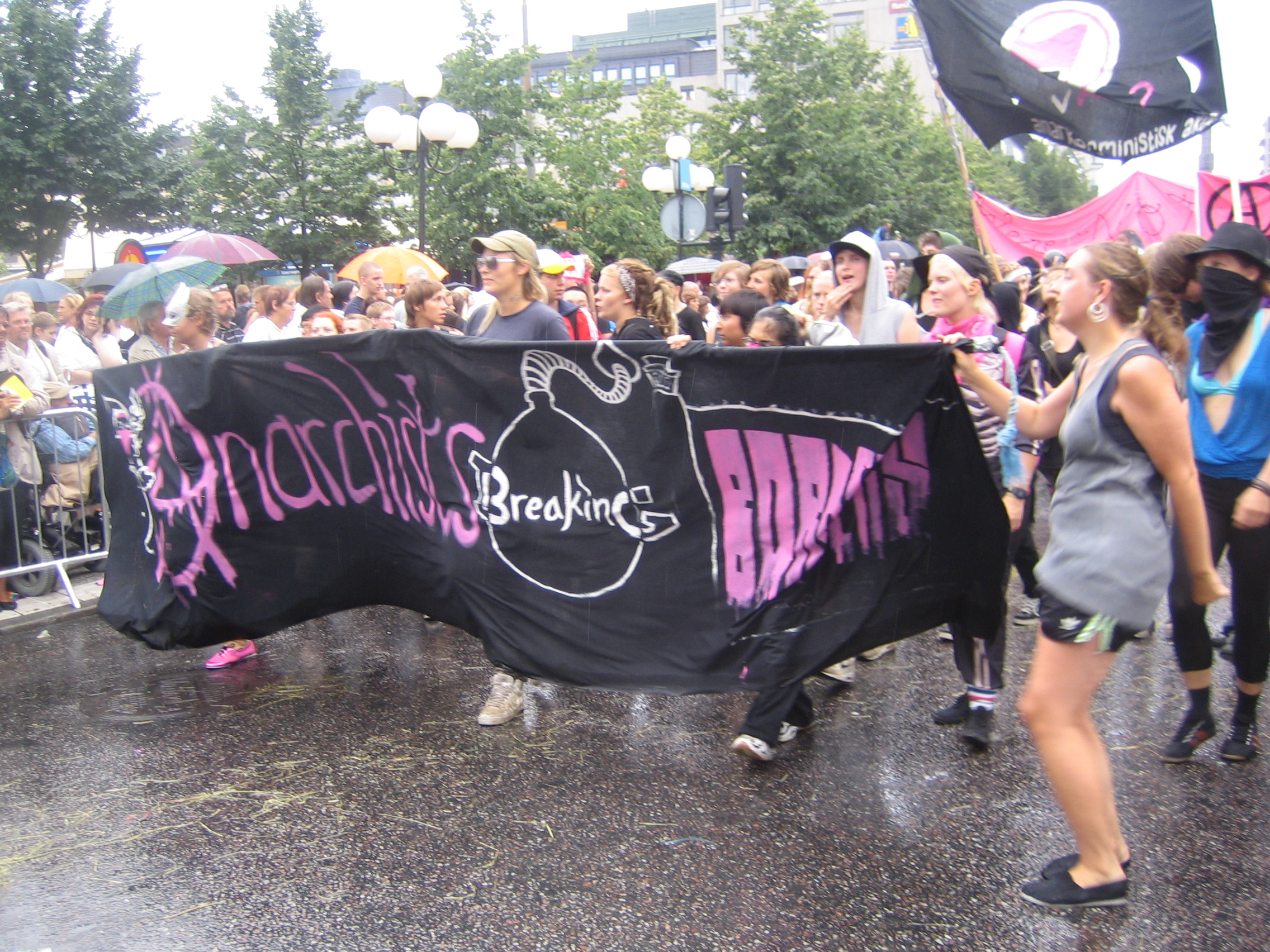
Демонстрація квір-анархістів та анархо-феміністок під час Стокгольмського прайду

У листопаді 2019 року американське мультиплікаційне видання The Nib зібрало антологію коротких коміксів «на тему квір-історії, спогадів та сатири» під назвою «Будь геєм, робіть комікси», яку було запущено на краудфандинговій платформі Kickstarter і пізніше було опубліковано для масового розповсюдження у вересні 2020 року. У передмові до книги, Nib співредактор Метт Лубчанскі пояснив назву як данина поваги до тітки Аскаріум, в його інтерпретації як нагадування про те, що «квір-ідентичність завжди була трансгресивною, незалежно від її правового статусу.»

## Подальше читання
- Лена Екерт. «Постанархізм як інструмент для квір- та трансгендерної політики та/або навпаки?» [Архівовано 3 Березня 2016 у Wayback Machine.] . 1993 рік
- Девід Беррі . За діалектику гомосексуалізму та революції. [Архівовано 18 Грудня 2020 у Wayback Machine.] . 2003 рік.
- Теренс Кісак. Вільні товариші: анархізм і гомосексуалізм у Сполучених Штатах . AK Натисніть . 2008 рік.ISBN 978-1-904859-11-6
- Фрей Бароко та Теган Інелл (ред.). Queer Ultraviolence: BashBack! [Архівовано 30 Липня 2021 у Wayback Machine.] Антологія [Архівовано 30 Липня 2021 у Wayback Machine.] . Гаряча преса. 2011 рік
- CB Daring; Дж. Роуг; Дерік Шеннон і Абатський вулкан (ред.). Квірінг-анархізм: звертання та роздягання влади та бажання [Архівовано 30 Липня 2021 у Wayback Machine.] . АК Прес. 2012 рік.ISBN 978-1-84935-120-1
- Банда Мері Нардіні. Будь гомосексуалістом і займайся злочином [Архівовано 8 Грудня 2020 у Wayback Machine.] . Contagion Press. 2018 рік
- Віккі Шторм. Гендерний акселераціоністський маніфест [Архівовано 30 Липня 2021 у Wayback Machine.] . 2019 рік